# Cohors II Hispana Vasconum
Dieser Artikel behandelt die in der römischen Provinz Mauretania Tingitana stationierte Auxiliareinheit Cohors II Hispanorum. Zu den sonstigen Kohorten mit dieser Bezeichnung siehe Cohors II Hispanorum.
Die Cohors II Hispana Vasconum [civium Romanorum] (deutsch 2. Kohorte der Hispanier der Vasconen [der römischen Bürger]) war eine römische Auxiliareinheit. Sie ist durch Militärdiplome und Inschriften belegt. In Diplomen von 153 wird sie als Cohors II Hispanorum bezeichnet.

## Namensbestandteile
- Cohors: Die Kohorte war eine Infanterieeinheit der Auxiliartruppen in der römischen Armee.

- II: Die römische Zahl steht für die Ordnungszahl die zweite (lateinisch secunda). Daher wird der Name dieser Militäreinheit als Cohors secunda .. ausgesprochen.

- Hispana oder Hispanorum: der Hispanier. Die Soldaten der Kohorte wurden bei Aufstellung der Einheit auf dem Gebiet der römischen Provinz Hispania Tarraconensis rekrutiert.

- Vasconum: der Vasconen. Der Zusatz kommt in den Militärdiplomen von 156/157 und 162/203 vor.

- equitata:[1][A 1] teilberitten. Die Einheit war möglicherweise ein gemischter Verband aus Infanterie und Kavallerie.

- civium Romanorum: der römischen Bürger. Den Soldaten der Einheit war das römische Bürgerrecht zu einem bestimmten Zeitpunkt verliehen worden. Für Soldaten, die nach diesem Zeitpunkt in die Einheit aufgenommen wurden, galt dies aber nicht. Sie erhielten das römische Bürgerrecht erst mit ihrem ehrenvollen Abschied (Honesta missio) nach 25 Dienstjahren. Der Zusatz kommt in den Militärdiplomen von 109 bis 161 vor.

Da es keine Hinweise auf den Namenszusatz milliaria (1000 Mann) gibt, war die Einheit entweder eine  Cohors quingenaria peditata oder eine Cohors quingenaria equitata. Die Sollstärke der Kohorte lag entweder bei 480 Mann, bestehend aus 6 Centurien Infanterie mit jeweils 80 Mann oder bei 600 Mann (480 Mann Infanterie und 120 Reiter), bestehend aus 6 Centurien Infanterie sowie 4 Turmae Kavallerie mit jeweils 30 Reitern.

## Geschichte
Die Kohorte war in der Provinz Mauretania Tingitana stationiert. Sie ist auf Militärdiplomen für die Jahre 109 bis 162/203 n. Chr. aufgeführt.
Tacitus erwähnt in seinen Historiae (Buch IV, Kapitel 33) Kohorten von Vasconen, die 69 durch Galba aufgestellt wurden; möglicherweise gehörte die Einheit zu diesen Kohorten.
Der erste Nachweis der Einheit in Mauretania Tingitana beruht auf einem Diplom, das auf 109 datiert ist. In dem Diplom wird die Kohorte als Teil der Truppen aufgeführt (siehe Römische Streitkräfte in Mauretania Tingitana), die in der Provinz stationiert waren. Weitere Diplome, die auf 114/117 bis 162/203 datiert sind, belegen die Einheit in derselben Provinz.

## Standorte
Standorte der Kohorte in Mauretania Tingitana waren möglicherweise:
- Ad Novas (Souiyar): eine Inschrift[7] wurde hier gefunden.

## Angehörige der Kohorte
Folgende Angehörige der Kohorte sind bekannt:

### Kommandeure
| - Lucius Aburnius Torquatus, ein Präfekt - Tiberius Antistius Marcianus, ein Präfekt | - L(ucius) Sammius Ae[m]ilianus, ein Präfekt (CIL 12, 3183) |

### Sonstige
- Zosimus[A 4] (IAM-02-01, 00071)